# Biserica Santa Maria Formosa din Veneția
Biserica Santa Maria Formosa (în italiană Chiesa di Santa Maria Formosa) este un edificiu religios romano-catolic din secolul al VIII-lea, situat în sestiere Castello din orașul italian Veneția, la granița cu sestiere San Marco. Are fațada principală între campo Santa Maria Formosa.
Campo Santa Maria Formosa este una dintre cele mai mari piețe din Veneția și se află pe o insulă delimitată de canalele Santa Maria Formosa, del Pestrin, di San Giovanni Laterano și del Mondo Novo.

## Istoric
Potrivit tradiției, biserica a fost construită în anul 639 de către Sfântul Magnus din Oderzo căruia i-a apărut Fecioara Maria într-o formă vagă, indicându-i acest loc pentru ridicarea unei biserici închinate ei. Construcția sa a fost finanțată de familia nobiliară Tribuno. Biserica a primit numele de Purificazione della Beata Vergine, dar chiar și atunci i se spunea Santa Maria Formosa pentru că forma vagă a Fecioarei Maria i-a apărut Sfântului. Evident, acest lucru este o combinație de istorie și legendă, pentru că primele documente scrise datează din 1060.
Biserica a fost restaurată în 864, precum și în 1106, după un incendiu. Modelul vechi de cruce greacă a fost menținut în toate restaurările de până în secolul al XV-lea.
Ajungând într-o stare de ruină, ea a fost reconstruită în 1492 de către arhitectul Mauro Codussi, autor și al altor biserici din Veneția, în stilul Renașterii timpurii.
O dată pe an, dogele mergea să se roage în această biserică, în ziua Purificării Fecioarei Maria (2 februarie), pentru a rememora eliberarea de către dogele Pietro al III-lea Candiano a douăsprezece fecioare răpite de pirați. Din acest eveniment provine Festa delle Marie, o sărbătoare populară încă prezentă în Veneția, care a luat numele de Festa de le Marie de tole, pentru că era purtată în procesiune masa din lemn a altarului.
Cupola bisericii a fost reconstruită după ce s-a prăbușit în 1688, în urma unui cutremur.

## Arhitectură
Mauro Codussi a construit pe biserica originală în formă de cruce greacă un edificiu religios în formă de cruce latină cu trei nave, prezbiteriu, abside semicirculare și capele mari în navele laterale. Intrările laterale au fost deschise ulterior în capetele transeptului, obținându-se două capele și sacristia. 
Codussi a murit în 1504 fără a-și termina opera. Mai târziu familia Cappello a finanțat în 1542 construcția ambelor fațade: prima, cea care dă înspre canal, este în stil clasic; a doua, înspre campo, este în stil baroc și datează din 1604.
Pe prima fațadă, familia Cappello a decis să amplaseze în 1542 un monument funerar al amiralului Vincenzo Cappello, care a murit în 1541, în timp ce a doua fațadă adăpostește trei statui ale altor membri ai familiei Cappello.
Campanila în stil baroc datează din 1688. Ea a fost inițiată și proiectată de preotul Francesco Zucconi în 1611. Pe ușa de intrare în campanilă a fost plasat un cap grotesc, pentru că se credea că ar putea să apere clădirea de intrarea diavolului, care s-ar fi distrat bătând clopotele.

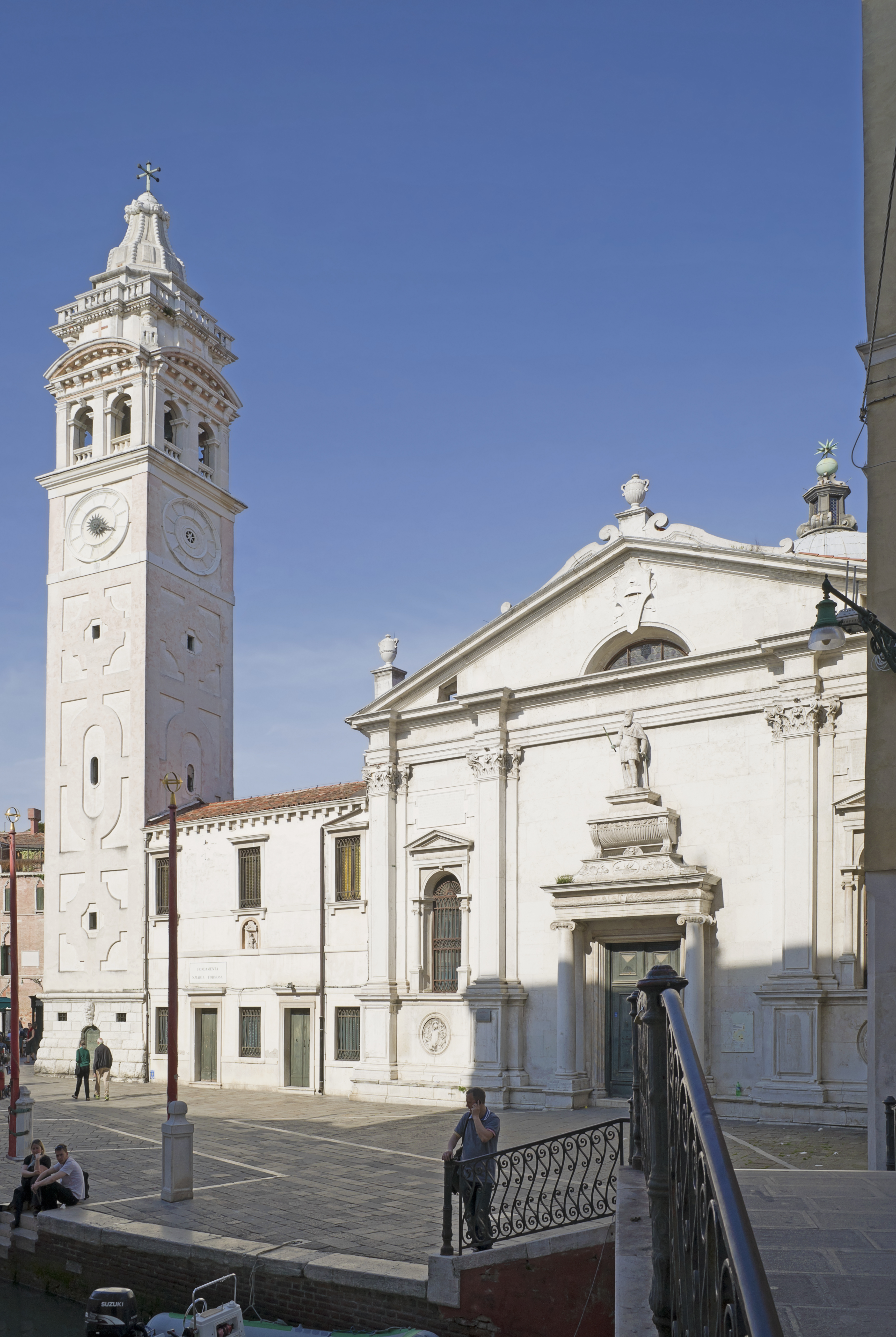
Faţada de vest pe uşa de intrare în campanilă
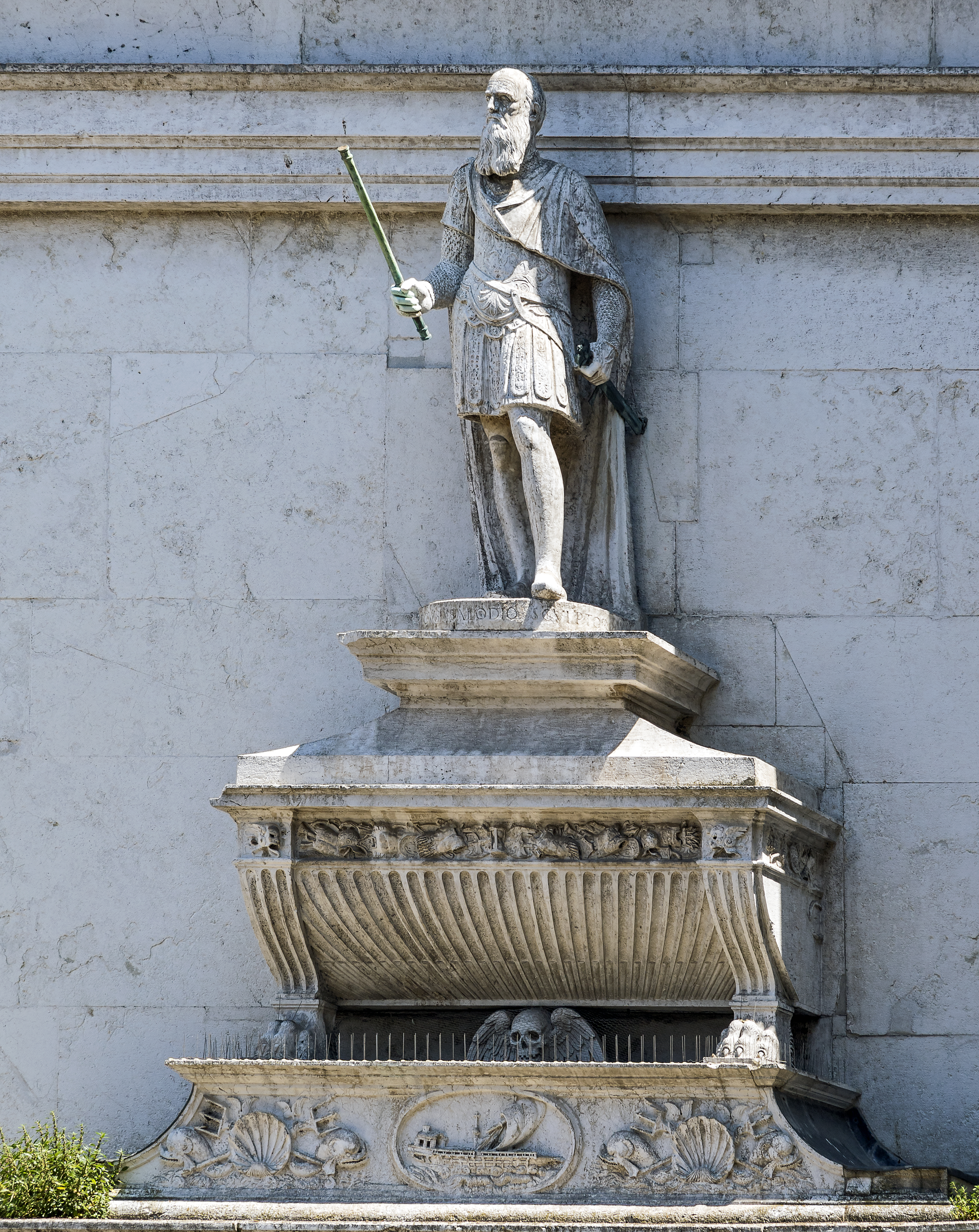
Monument funerar al amiralului Vincenzo Cappello
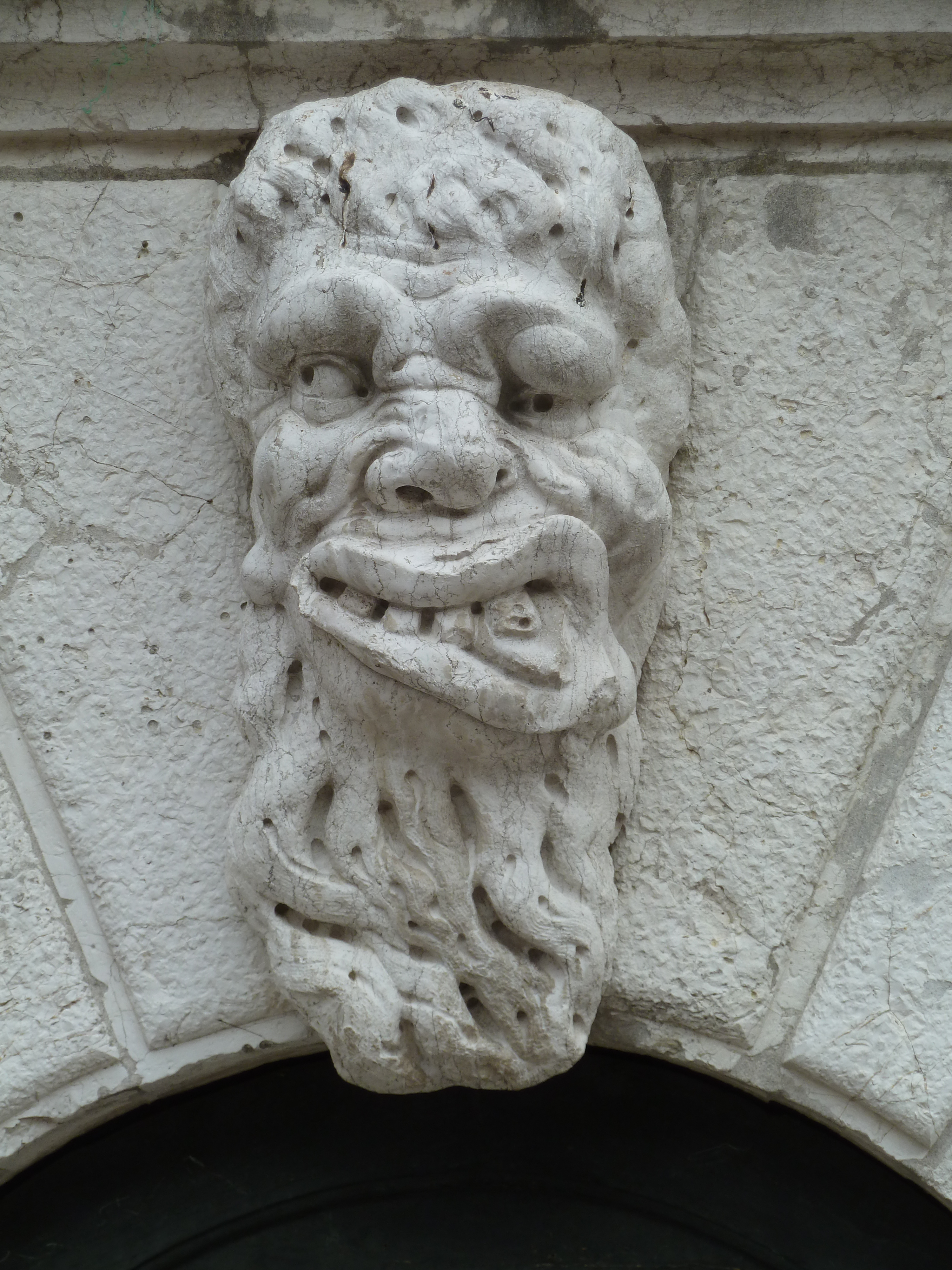
Mascaron

## Opere de artă
Biserica păstrează în interior opere de artă de mare valoare. Una dintre lucrările cele mai celebre este polipticul Sfânta Barbara și patru sfinți, care, împreună cu picturile Vincenzo Ferreri și Sebastiano și Antonio Abate, au fost realizate în 1523 de Jacopo Negretti poreclit Palma cel Bătrân.
Capela Concepției (prima capelă de pe dreapta) conține un triptic al Madonnei della Misericordia realizat în tehnica tempera de pictorul muranez Bartolomeo Vivarini în 1473 și format din Madonna della Misericordia, Întâlnirea lui Ioachim și Ana și Nașterea Fecioarei. La primul etaj al oratoriului se află pictura Madonna cu pruncul și Sf. Dominic de Giambattista Tiepolo (secolul al XVIII-lea), comandată de Scuola dei Bombardieri în 1760. 
Printre alte picturi renumite se află Cina cea de Taină a lui Leandro Bassano, Nașterea Fecioarei Maria (secolul al XVI-lea) a lui Antonio Falier, Madonna evlavioasă și Sf. Francisc de Assisi (1604) a lui Palma cel Tânăr, precum și picturi ale școlii lui Giovanni Bellini.

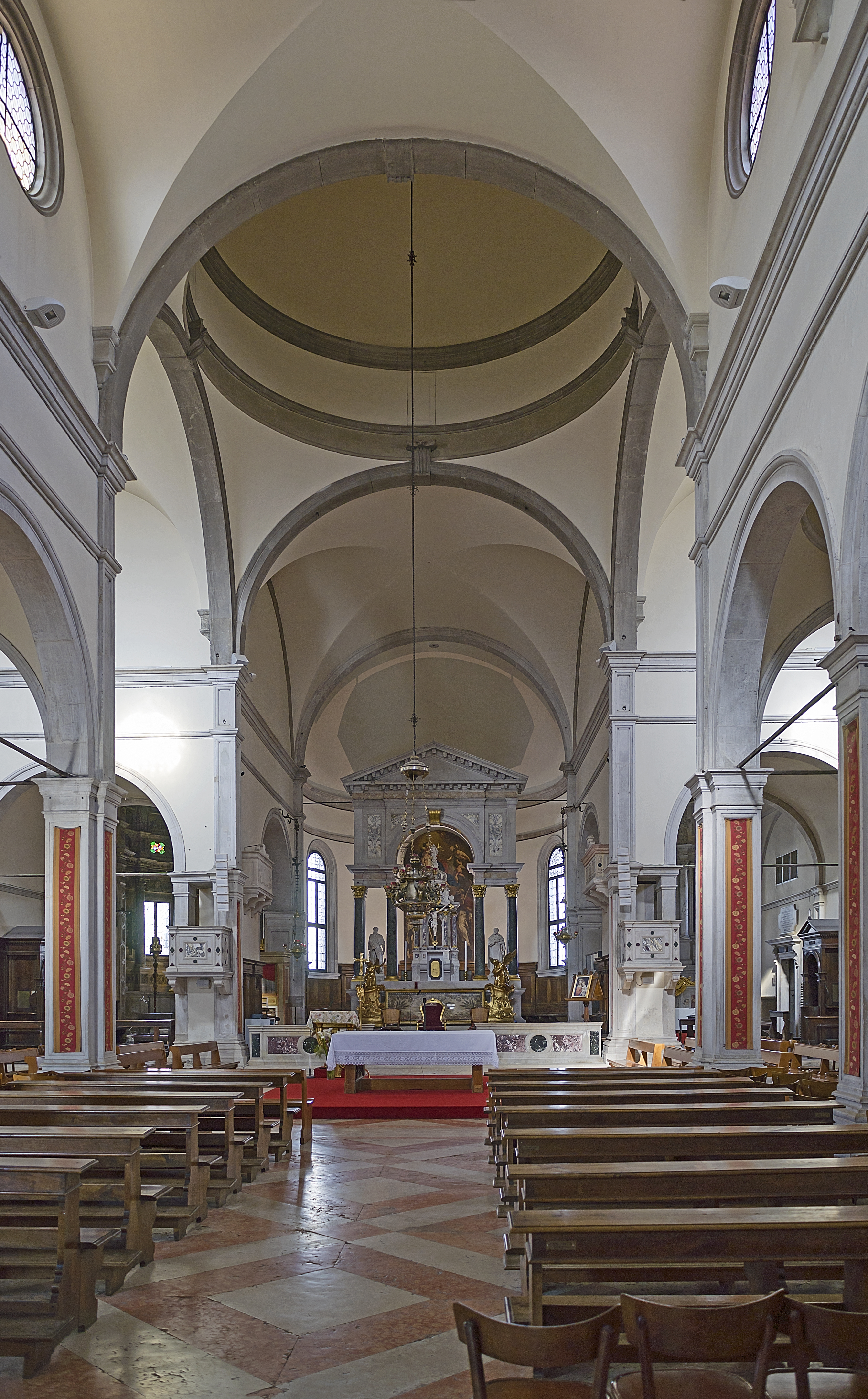
Altarul
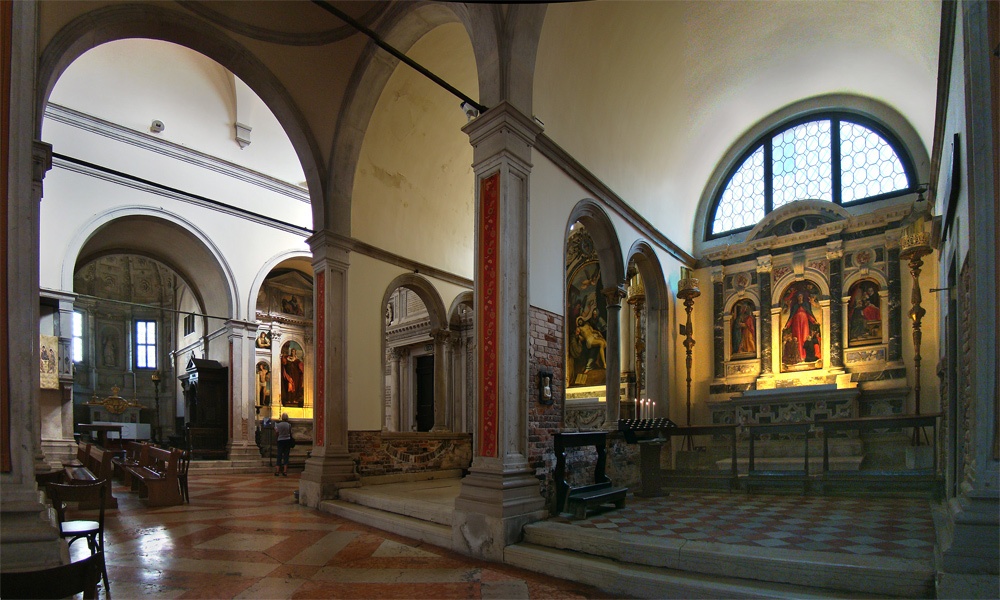
Interior
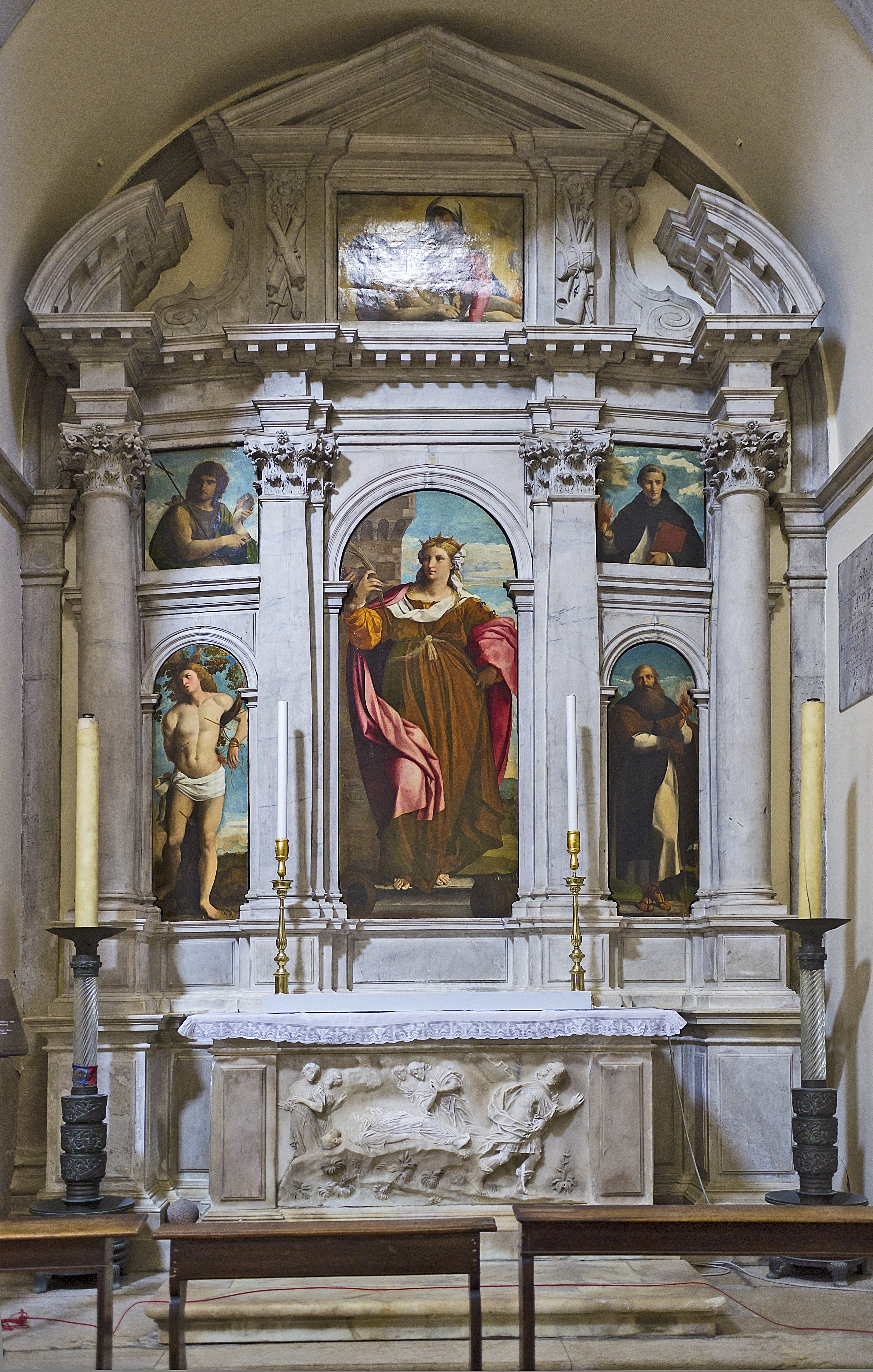
Poliptic cu Sfânta Barbara şi patru sfinţi, Palma cel Bătrân
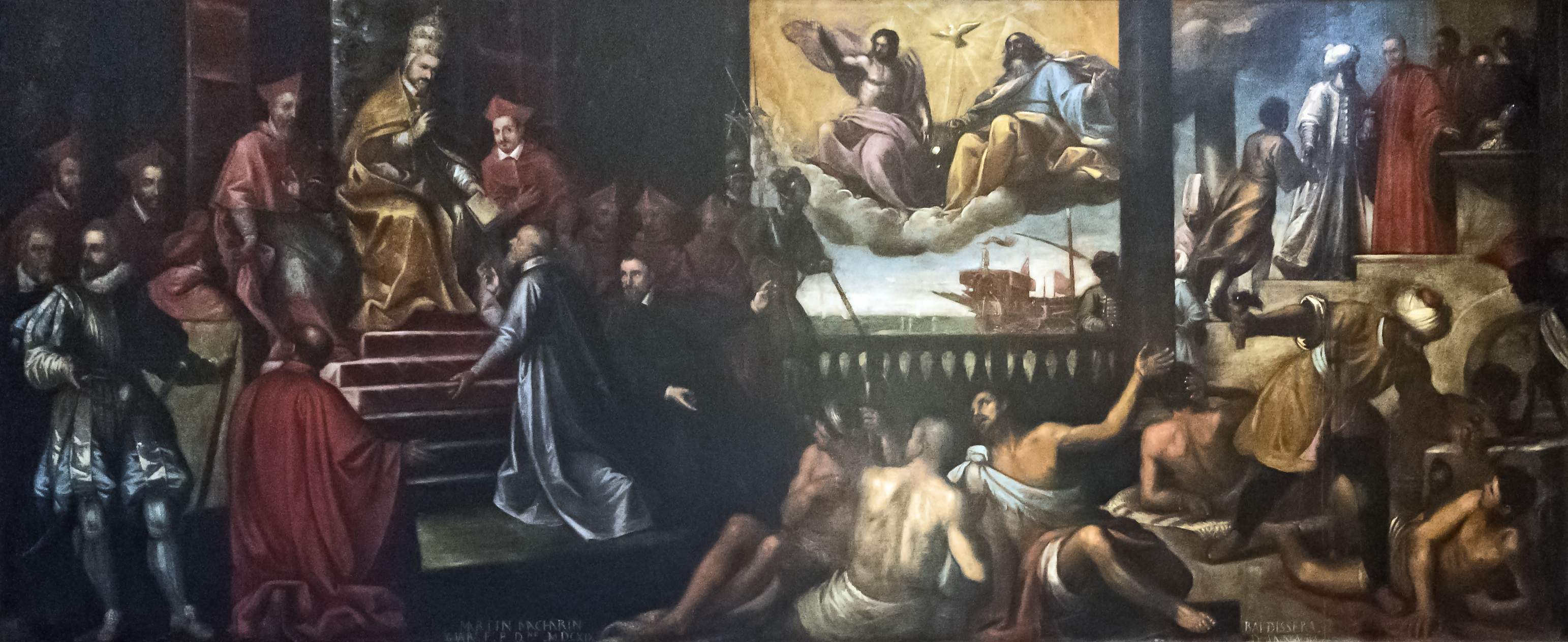
Aprobarea Ordinului Preasfintei Treimi - Baldassarre d'Anna
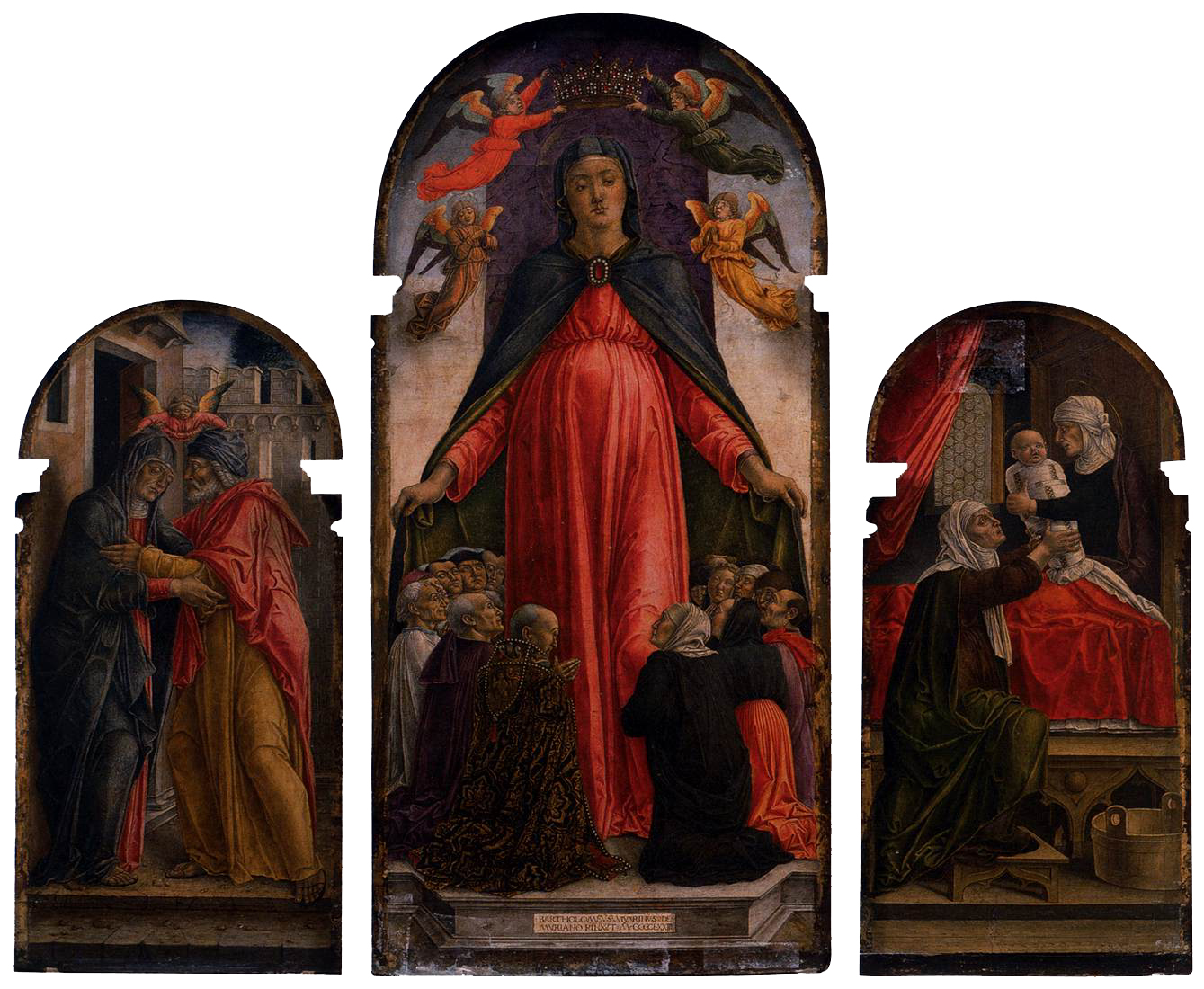
Bartolomeo Vivarini, Triptic
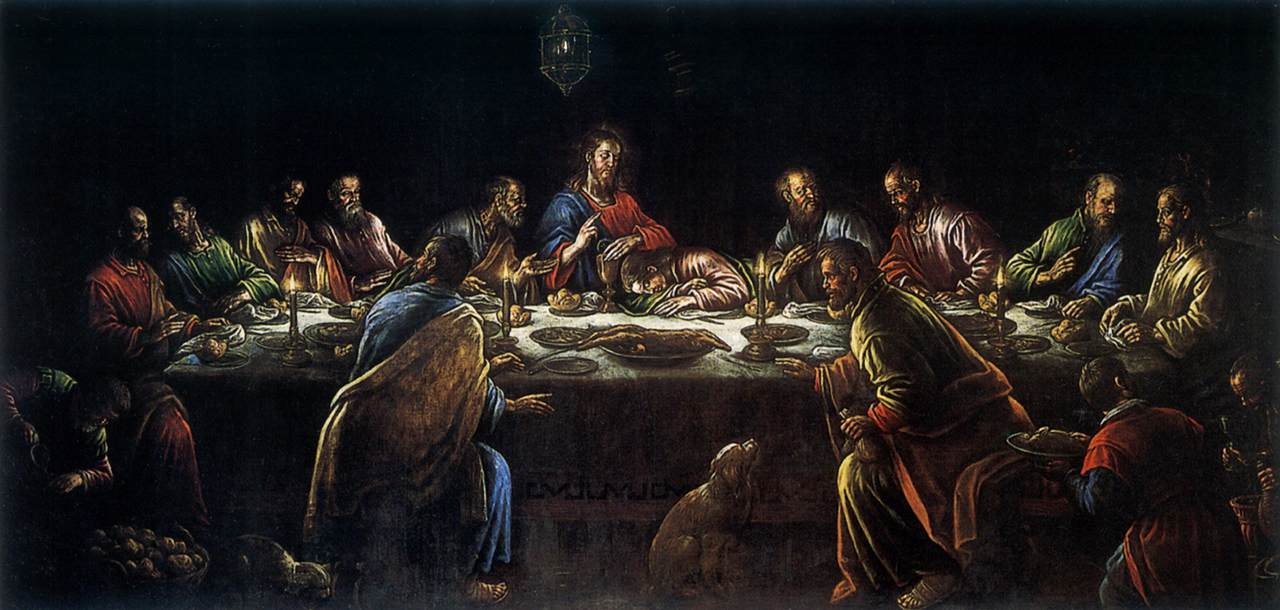
Leandro Bassano, Cina cea de Taină
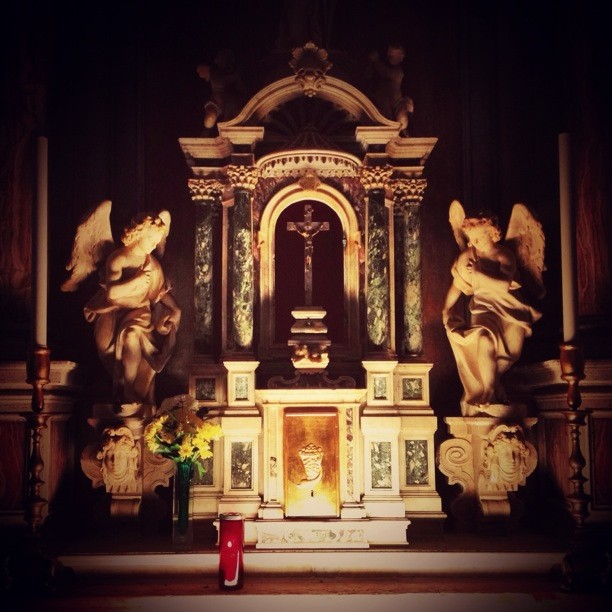
Ciborium